# Oliver Hazard Perry

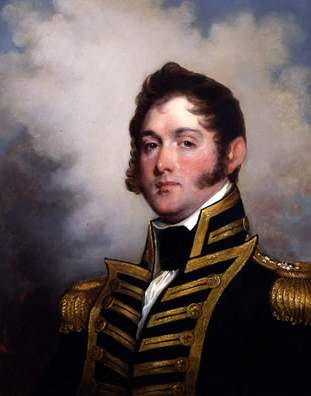
Oliver Hazard Perry

Oliver Hazard Perry (South Kingstown, Rhode Island, Estados Unidos, 23 de agosto de 1785 — † Venezuela, 23 de agosto de 1819) foi um militar dos Estados Unidos, oficial da Marinha dos Estados Unidos e comandante naval na vitória de 10 de setembro de 1813 da batalha do Lago Erie, um dos grandes triunfos navais norte-americanos da Guerra de 1812 contra a Grã-Bretanha. Era irmão mais velho do comodoro Matthew Calbraith Perry.
Oliver Hazard Perry era o mais velho dos cinco filhos e três filhas nascidas de Christopher Alexander Raymond Perry e Sara e entrou para a Marinha no início da adolescência, aos 13 anos de idade, decidindo-se por uma carreira naval. Em 1799 serviu como aspirante com o seu pai, o Capitão Christopher Raymond Perry, nas Índias Ocidentais durante a Quase Guerra contra a França e após mais de 20 anos de serviço foi promovido a tenente. Após servir na Guerra de Trípoli no Mar Mediterrâneo (1802-1803) voltou para os Estados Unidos para construir e comandar canhoneiras a mando do presidente Thomas Jefferson.
A sua grande fama deu-se a partir da Batalha do Lago Erie (1813), onde os navios sob o comando dos Estados Unidos, liderados por si, derrotaram as forças britânicas. Isso foi um ponto de viragem na guerra de 1812. O navio de Perry, "Lawrence", foi danificado, e Perry passou para outro menor, o "Niagara", transferindo a bandeira com os dizeres "Don't Give Up The Ship" (em homenagem às últimas palavras do capitão James Lawrence na baía de Chesapeake e depois voltou a bater os navios ingleses sob comando do Capitão Robert Barclay Heriot. Após a batalha, a sua mensagem para William Henry Harrison, que esperava avançar para o Canadá, tornou-se famosa: "Encontrámos o inimigo e eles são nossos [capturados ou em vias de]. Duas fragatas, dois brigues, uma escuna, uma chalupa. As baixas dos Estados Unidos contaram-se em 27 mortos e 96 feridos, enquanto as perdas britânicas foram de 41 mortos e 94 feridos. A vitória foi de grande importância para os Estados Unidos, que controlaram o Lago Erie até ao fim da guerra. Além disso, o General William Henry Harrison ficou habilitado a capturar muito do Canadá Superior, e os negociadores de paz americanos foram capazes de afirmar as aspirações dos Estados Unidos para o noroeste.
Perry subiu a capitão em setembro de 1813, e posteriormente esteve envolvido em conflitos no Mediterrâneo (1816-1817). Pouco depois recebeu o agradecimento do Congresso dos Estados Unidos. Morreu de febre amarela em 23 de agosto de 1819, depois de completar uma missão diplomática na Venezuela e em Buenos Aires. O seu corpo foi enterrado em Port of Spain, Trinidad.